# Cirilo Etulain
Cirilo Etulain (Argentina, años 1900 - Buenos Aires, 1963) fue un actor argentino de radio, teatro y cine.
Trabajó en muchos filmes, generalmente encasillado en personajes fríos o estafadores de guante blanco.
Fue dirigido por Luis César Amadori, Luis Saslavsky, Francisco Mugica y Carlos Schlieper.

## Filmografía
Actor
- 1938: Turbión.
- 1939: El Loco Serenata, como Da Silva
- 1938: Maestro Levita, como el abogado
- 1938: Kilómetro 111.
- 1939: Atorrante (La venganza de la tierra).
- 1939: El viejo doctor.
- 1939: Margarita, Armando y su padre.
- 1939: Palabra de honor.
- 1939: 24 horas en libertad.
- 1940: Medio millón por una mujer.
- 1940: Hay que educar a Niní.
- 1940: Chingolo.
- 1941: Último refugio.
- 1941: Novios para las muchachas.
- 1941: Napoleón.
- 1941: La canción de los barrios.
- 1941: En la luz de una estrella.
- 1942: Puertos de ensueño.
- 1943: La hija del ministro.
- 1944: La pequeña señora de Pérez.
- 1945: Se abre el abismo, como el empleado del juzgado
- 1945: Las seis suegras de Barba Azul.
- 1946: La honra de los hombres.
- 1946: Deshojando margaritas.
- 1946: Las tres ratas, como Horacio Saldaña
- 1946: El ángel desnudo, como Morales
- 1947: Cumbres de hidalguía.
- 1947: El misterio del cuarto amarillo, como Santiago
- 1948: El tambor de Tacuarí.
- 1948: María de los Ángeles.
- 1948: El barco sale a las diez.
- 1949: Nace la libertad.
- 1949: De hombre a hombre.
- 1949: Alma de bohemio.
- 1949: Corrientes, calle de ensueños.
- 1950: Piantadino.
- 1950: La muerte está mintiendo, como Basaldúa
- 1951: Volver a la vida.
- 1951: Mi vida por la tuya, como el abogado
- 1952: Facundo, el tigre de los llanos.
- 1952: Nace un campeón.

## Vida privada
Estuvo casado por mucho tiempo con la cantante lírica Noemí Souza (1929-2015), famosa en el Teatro Colón y en Europa.